# Jacob Schram
Jacob Schram Före detta VD för Norwegian Air Shuttle (från med 1 januari 2020), det största flygbolaget i Skandinavien och det tredje största lågprisflygbolaget i Europa.
Innan Norwegian Air Shuttle arbetade Jacob Schram för McKinsey & Company och McDonald's. Sedan hade han verkställande befattningar på Circle K och Statoil Fuel & Retail.
Sedan december 2018 är han Advisor på Antler, en global startgenerator.
Jacob Schram har en Master of Science in Strategi från Copenhagen Business School.

## Tilldela
- NACS European Industry Leader of the Year, 2017[8]